# Distribució parametritzada per quantils

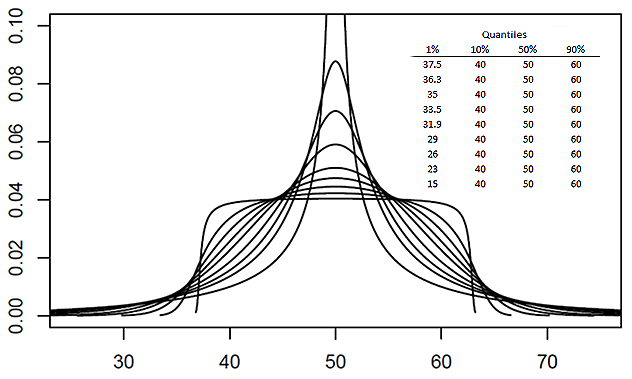
PDFs Q-Normals simples simètrics

Una distribució parametritzada per quantils (QPD) és una distribució de probabilitat que es parametritza directament per dades. Es van crear per satisfer la necessitat de distribucions de probabilitats contínues fàcils d'utilitzar prou flexibles per representar una àmplia gamma d'incerteses, com les que es troben habitualment en negocis, economia, enginyeria i ciència. Com que els QPD estan parametritzats directament per les dades, tenen l'avantatge pràctic d'evitar el pas intermedi de l'estimació de paràmetres, un procés que requereix molt de temps que normalment requereix mètodes iteratius no lineals per estimar els paràmetres de distribució de probabilitats a partir de les dades. Alguns QPD tenen una flexibilitat de forma pràcticament il·limitada i també moments de forma tancada.

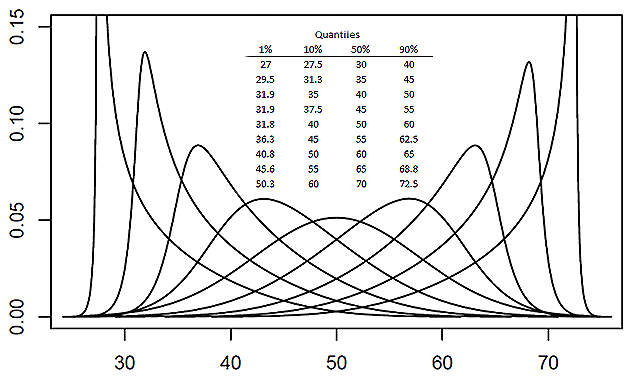
PDFs Q-Normal simples esbiaixats

## Història
El desenvolupament de distribucions parametritzades per quantils es va inspirar en la necessitat pràctica de distribucions de probabilitat contínues flexibles que siguin fàcils d'ajustar a les dades. Històricament, les famílies de distribucions Pearson i Johnson s'han utilitzat quan es necessita flexibilitat de forma. Això és perquè ambdues famílies poden coincidir amb els quatre primers moments (mitjana, variància, asimetria i curtosi) de qualsevol conjunt de dades. En molts casos, però, aquestes distribucions són difícils d'ajustar a les dades o no són prou flexibles per adaptar-les de manera adequada.

## Definició
Keelin i Powley defineixen una distribució parametritzada per quantils com aquella la funció quantil de la qual (CDF inversa) es pot escriure en la forma
{\displaystyle F^{-1}(y)=\left\{{\begin{array}{cl}L_{0}&{\text{per }}y=0\\\sum _{i=1}^{n}a_{i}g_{i}(y)&{\text{per }}0<y<1\\L_{1}&{\mbox{per }}y=1\end{array}}\right.}
on
{\displaystyle {\begin{array}{rcl}L_{0}&=&\lim _{y\rightarrow 0^{+}}F^{-1}(y)\\L_{1}&=&\lim _{y\rightarrow 1^{-}}F^{-1}(y)\end{array}}}
i les funcions {\displaystyle g_{i}(y)} Són funcions de base contínuament diferenciables i linealment independents. Aquí, bàsicament, {\displaystyle L_{0}} i {\displaystyle L_{1}} són els límits inferior i superior (si existeixen) d'una variable aleatòria amb funció quantil {\displaystyle F^{-1}(y)}. Aquestes distribucions s'anomenen parametritzades per quantils perquè per a un conjunt determinat de parells de quantils {\displaystyle \{(x_{i},y_{i})\mid i=1,\ldots ,n\}}, on {\displaystyle x_{i}=F^{-1}(y_{i})}, i un conjunt de {\displaystyle n} funcions de base {\displaystyle g_{i}(y)}, els coeficients {\displaystyle a_{i}} es pot determinar resolent un conjunt d'equacions lineals. Si es vol utilitzar més parells de quantils que funcions de base, aleshores els coeficients {\displaystyle a_{i}} es pot triar per minimitzar la suma dels errors al quadrat entre els quantils indicats {\displaystyle x_{i}} i {\displaystyle F^{-1}(y_{i})}. Keelin i Powley il·lustren aquest concepte per a una elecció específica de funcions base que és una generalització de la funció quantil de la distribució normal, {\displaystyle x=\mu +\sigma \Phi ^{-1}(y)}, per la qual cosa la mitjana {\displaystyle \mu } i desviació estàndard {\displaystyle \sigma } són funcions lineals de probabilitat acumulada {\displaystyle y} :
{\displaystyle \mu (y)=a_{1}+a_{4}y}
{\displaystyle \sigma (y)=a_{2}+a_{3}y}
El resultat és una distribució de quatre paràmetres que es pot ajustar a un conjunt de quatre parells quantil/probabilitat exactament, o a qualsevol nombre d'aquests parells mitjançant mínims quadrats lineals. Keelin i Powley anomenen aquesta distribució Q-Normal simple.